# HMS King George V (41)
El segundo de los acorazados con el nombre HMS King George V (41) fue el líder de la clase King George V de la Royal Navy y fue botado en 1939.

## Construcción
Siguiendo la tradición de nombrar el primer buque capital construido de cada clase con el nombre del un nuevo monarca, caso de haberse producido recientemente la sucesión del trono, estaba previsto que el buque, recibiera el nombre de King George VI. Pero el rey, dio instrucciones al Almirantazgo de nombrarlo en honor a su padre. 
El King George V fue construido por Vickers-Armstrong en los astilleros  Walker's Naval Yard, de  Newcastle upon Tyne y fue puesto sobre las gradas el 1 de enero de 1937, botado el 21 de febrero de 1939, y dado de alta el 11 de diciembre de 1940.

## Historia

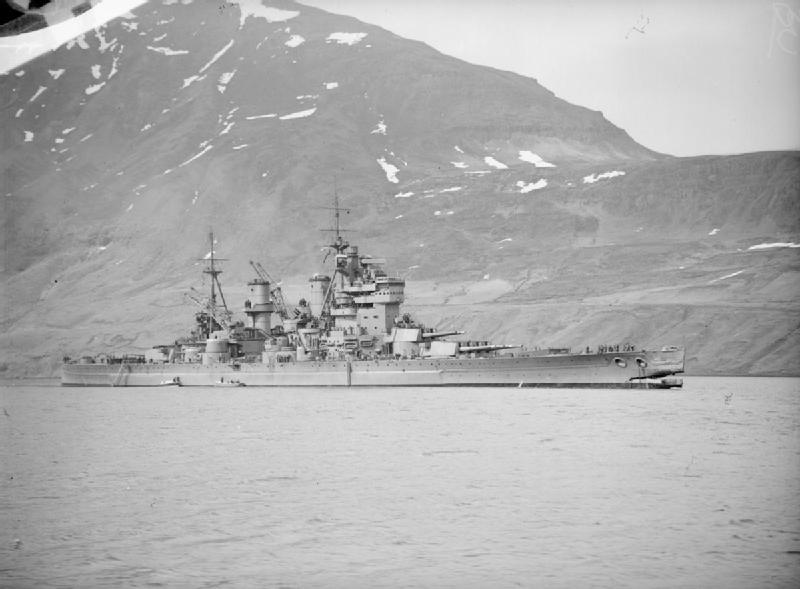
Fotografía del HMS King George V en el ártico después de colisionar con el HMS Punjabi (G 21) (mayo de 1942)

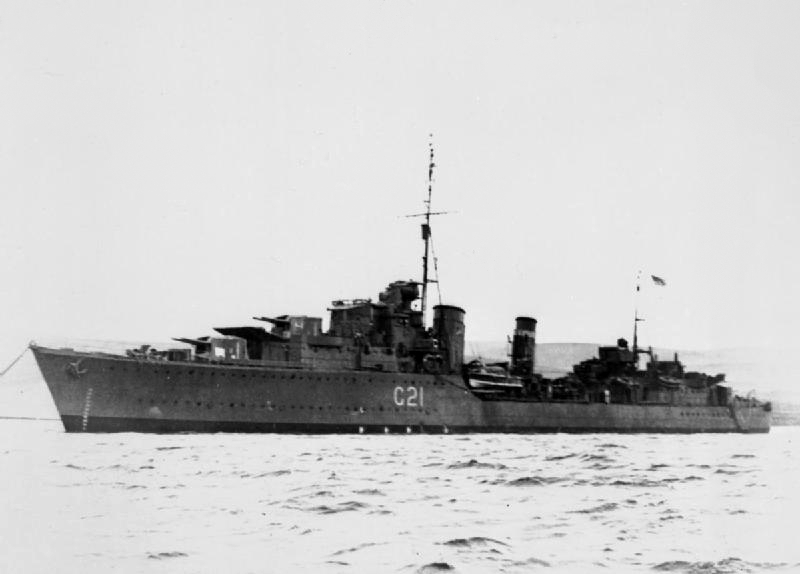
HMS Punjabi (C-21)

El King George V comenzó la tarea de dar escolta a convoyes en 1941. El buque, también tomó parte en la búsqueda infructuosa de los acorazados alemanes Scharnhorst y Gneisenau durante la  Operación Berlín de la Kriegsmarine.
Fue designado buque insignia de la Home Fleet británica bajo el mando del almirante Sir John Tovey tras el hundimiento del HMS Hood, y participó en la búsqueda del verdugo del mismo, el  Bismarck. 
El 27 de mayo de 1941, disparó en 339 ocasiones sus cañones de 355 mm y en 660 los cañones de 133 mm sobre el acorazado Bismarck. El King George impacto repetidamente en la superestructura del Bismarck y fue el que dejó fuera de combate su armamento principal. A las 10:39 de la mañana, se hundía el acorazado alemán.
Mientras escoltaba el convoy PQ-15 a Múrmansk el 1 de mayo de 1942, el King George V colisiono con el destructor HMS Punjabi, que resultó hundido, junto a 49 de sus tripulantes y el acorazado, recibió daños en su proa. 
En el mar Mediterráneo, el King George V proporcionó cobertura con el fuego de su artillería de grueso calibre en la Operación Husky en el desembarco en Sicilia, y transportó al primer ministro, Winston Churchill, de vuelta a Gran Bretaña desde la Conferencia de Teherán.
Desde 1944 hasta la rendición de Japón, el King George V sirvió con la flota británica del océano Pacífico, y estuvo presente en Tokio durante la ceremonia oficial de rendición. 
Volvió posteriormente a la Home Fleet como buque insignia en 1946, y tres años después, el King George V fue destinado a la flota de reserva, hasta ser dado de baja, para ser finalmente desguazado en Dalmuir en 1957.

## Modernizaciones
Durante su carrera, el King George V fue modernizado en varias ocasiones, para añadirle equipamiento.
- A comienzo de 1941, se le añadió un radar Type 271.

- En diciembre de 1941 se retiraron los montajes de ánima lisa, se adicionaron 32 cañones de 2 libras pon-pon, y 18 cañones Oerlikon de 20 mm, se reemplazaron las direcciones de tiro de los cañones pon-pon por radares type 273, también se adicionaron ; 5 radares Type 282.

- Entre mayo y junio de 1942 en Liverpool aprovechando la reparación de los daños de la colisión con el HMS Punjabi; se substituyó la bobina desmagnetizadota externa por una interna y se adicionaron; 4 radares Type 285; FM2 MF D/F.

- A finales de 1943 se añadieron 20 cañones de 20 mm Oerlikon AA.

- Entre febrero y julio de 1944 en Liverpool se retiraron 14 cañones  de 2 libras Pom-pom, 12 cañones de 20 mm Oerlikons AA, radar Type 273 y HF/DF; y se añadió 38 cañones de 2 libras Pom-poms, 62 cañones de 20 mm Oerlikon AA y 24 cañones Bofors de 40 mm  AA; el radar Type 279 fue reemplazado por el Type 279B, el  radar Type 284 lo substituyó al Type 274; se añadieron los Type 277, Type 293, 2 type 282, y 285 y RH2 VHF/DF; se le retiró la catapulta y sus hidroaviones que fueron substituidos por una nueva superestructura donde se localizaron sus botes.

- En 1945 se le retiraron 2 cañones de 20 mm Oerlikon , que fueron substituidos por otros 2 cañones de 40 mm Bofors.